# إلمر ميخيا
إلمر ميخيا (بالإسبانية: Elmer Mejia)‏ (23 يونيو 1978 بكوماياغوا في هندوراس - ) هو لاعب كرة قدم هندوراسي في مركز الوسط. شارك مع منتخب نيكاراغوا لكرة القدم ومنتخب هندوراس لكرة القدم. أما مع النوادي، فقد لعب مع نادي موتاجوا ‏ وReal Estelí FC ‏.

## وصلات خارجية
- إلمر ميخيا على موقع قاعدة بيانات كرة القدم.إي يو (الإنجليزية)
- إلمر ميخيا على موقع ناشيونال فوتبول تيمز (الإنجليزية)